# Pisaurina brevipes
Pisaurina brevipes là một loài nhện trong họ Pisauridae.
Loài này thuộc chi Pisaurina. Pisaurina brevipes được James Henry Emerton miêu tả năm 1911.

## Hình ảnh

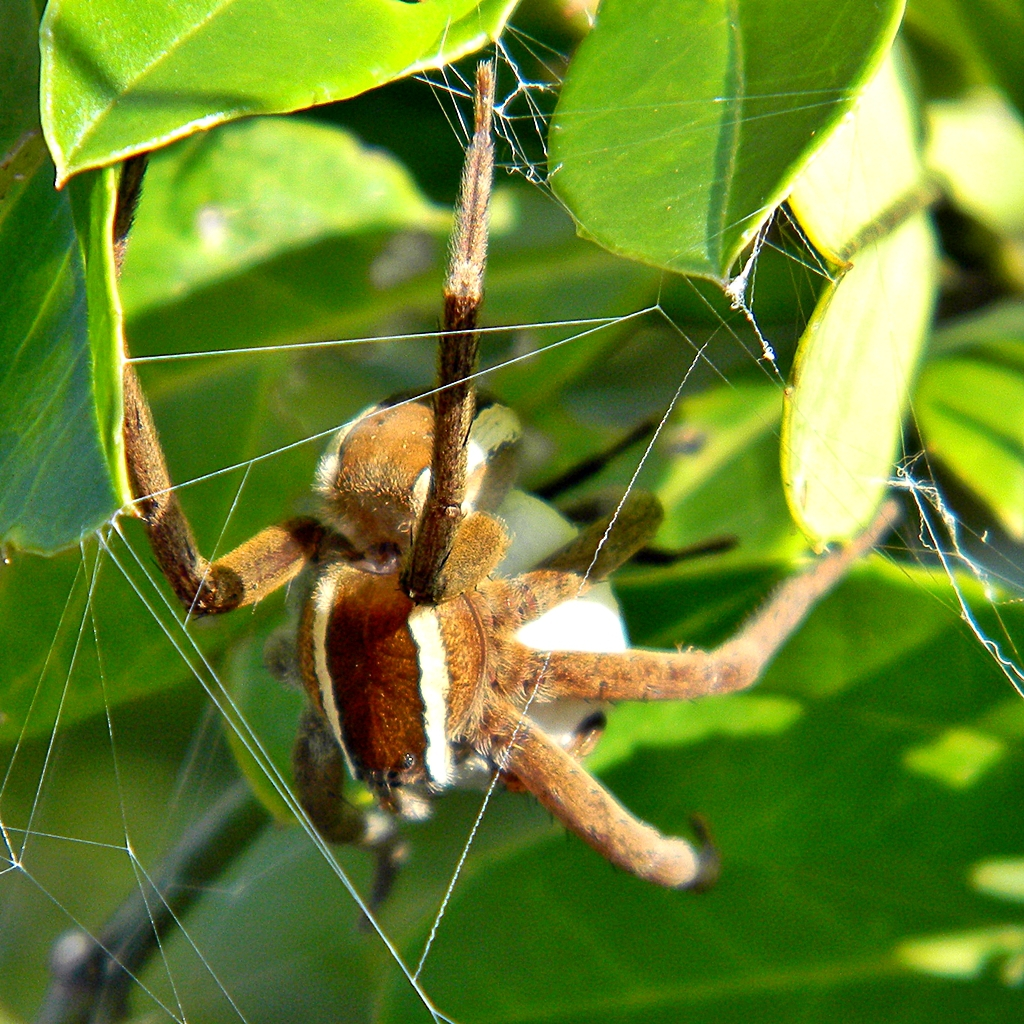